# Andréa Ferréol
Andréa Ferréol, született Andrée Louise Ferréol (Aix-en-Provence, Bouches-du-Rhône, 1947. január 6. –) francia színpadi és film- és televíziós színésznő, közéleti szereplő, több kitüntetés birtokosa. Öt évtizedes pályafutása során több, mint 200 filmes produkcióban szerepelt. Legismertebb szerepeit A nagy zabálás és Az utolsó metró c. filmdrámákban játszotta.

## Élete

### Származása
Aix-en-Provence-ban született, ahol felmenői már generációk óta éltek. Apja Paul Ferréol (1918-1997) biztosítási ügynök volt, a Szabad Franciaország mozgalom harcosa. Anyja Aurélie Darbon-Gondrand (1919-2008) volt.
Egyik dédapja Frédéric Mistral (1830–1914) okcitán nyelvű francia költő és lexikográfus volt, aki 1904-ben elnyerte az irodalmi Nobel-díjat. Mistral házassága Marie-Louise Rivière-rel gyermektelen maradt. Viszonya volt azonban egyik fiatal szolgálóleányukkal, Athénais Ferréol-lal (1835–1881), aki 1859-ben Maillane-ban megszülte Mistral házasságon kívüli fiát, Marius Antoine Coriolan Ferréolt (1859–1940), akit apja hivatalosan nem ismert el saját gyermekének, de gondoskodott a fiú jó neveltetéséről és finanszírozta tanulmányait. A kiváló tehetségű Marius Ferréol komoly pályát futott be a közoktatási pályán. Az aix-en-provence-i iskolák főfelügyelője és a polgármester egyik helyettese lett. Aix-en-Provence-ban hunyt el 80 éves korában. Marius Ferréol testvéreinek gyermekei korán meghaltak, így Frédéric Mistral egyetlen ma élő egyenes ági leszármazottja a dédunoka, Andréa Ferréol maradt. A színésznő egyik távoli nagybátyja Fernand Charpin (1887–1944) színész volt.

### Színészi pályája

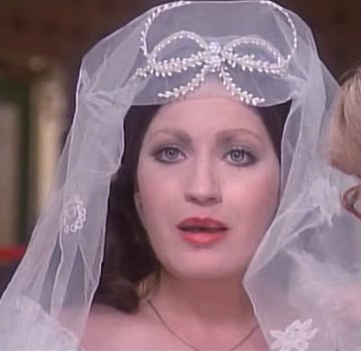
Mariantonia szerepében, az I baroni c. 1975-ös olasz filmvígjátékban

Párizsban tanult színjátszást Jean-Laurent Cochet színtanodájában. Színpadokon kezdet pályafutását, majd 1971-től kisebb filmszerepeket is kapott. Az 1970-es évek elején több francia és nemzetközi sikerfilmben is megjelent mellékszerepekben, így pl. Fred Zinnemann 1973-as politikai krimijében, A Sakál napjában. Ugyanebben az évben Marco Ferreri rendező főszerepet adott neki A nagy zabálás című társadalomkritikus filmdrámában, Michel Piccoli, Marcello Mastroianni, Ugo Tognazzi és Philippe Noiret társaságában. A film által keltett botrány egycsapásra ismertté tette Ferréolt. Ezurán sorozatban kapta a főszerepeket olasz és francia bűnügyi filmekben, drámai alkotásokban, vígjátékokban és groteszk szexkomédiákban egyaránt. 1974-ban szerepelt a Boris Vian regényéből készült Birodalomépítők című filmdrámában és Paolo Nuzzi vígjátékában, az Il piatto piange-ben. 1975-ben Jean-Paul Belmondóval és Geneviève Bujolddal együtt főszerepelt A javíthatatlan c. vígjátékban. 1976-abn megjelent Bud Spencer egyik harsány vígjátékában, A zsoldoskatonában. 1978-ban szerepelt Rainer Werner Fassbinder rendező Utazás a fénybe c. drámájában, 1979-ben Mario Monicelli olasz romantikus vígjátékában, az Utazás Anitával-ban, és Volker Schlöndorff német rendező Bádogdob című háborús melodrámájában is. 1980-ban játszott Andrzej Wajda rendező A karmester című filmjében.
Kétszer jelölték a legjobb női mellékszereplőnek járó César-díjra, először 1976-ban, a Les Galettes de Pont-Aven című melodrámában, másodszor 1981-ben François Truffaut Az utolsó metró c. háborús filmdrámájában, amely a németek által megszállt Párizsban játszódik. 1983-ban Alain Delonnal és Anne Parillaud-val együtt játszott a Delon által rendezett A kíméletlen című bűnügyi thrillerben, 1984-ben megjelent Yves Robert rendező Az iker c. komédiájában, a kettős szerepet játszó Pierre Richard mellett. Vérbő, életigenlő, szerelemre éhes női karaktereket alakított, nyílt erotikus jelenetektől sem riadt vissza, legutóbb 2017-ben, a Doktor Knock című filmvígjátékban. Csaknem 200 filmben és sorozatban játszott, a 2010-es évek végén is aktívan filmezett. Magyar szinkronhangját Halász Aranka, Moór Marianna, Földessy Margit, Menszátor Magdolna, Pécsi Ildikó, Andresz Kati, Borbás Gabi, Földi Teri, Győry Franciska, Kiss Mari, Martin Márta, Némedi Mari és Szabó Éva adta.
2001-ben színművészi pályafutásának elismeréseként Puget-Théniers-ben megkapta a „Reconnaissance des cinéphiles” (Mozirajongók hálája) díjat, amelyet a „Souvenance de cinéphiles” (Mozirajongók Emlékezetében) nevű társadalmi szervezet alapított.
Szűkebb hazájában, Provence-ban tevékenyen részt vesz a társadalmi és kulturális közéletben. Aktívan dolgozik az „Aix-en-Œuvres” nevű civil szervezetben, és ennek keretében 2007-ben megszervezte és közadakozásból finanszírozta Cézanne festőművész életnagyságnál magasabb, 2,2 méter magas szobrának (Gabriël Sterk szobrász művének) elkészítését és felállítását közös szülővárosukban, Aix-en-Provence-ban. Ez volt a festő emlékére rendezett 2007-es ünnepségsorozat megnyitó eseménye.
2016 áprilisában Ferréol Párizsban kiadta önéletrajzát, „La passion dans les yeux” (magyarul kb. „A szenvedély, ahogyan mi láttuk”) címmel.

### Magánélete
Az 1980-as évektől kezdve meg-megújuló viszonyt folytatott Omar Sharif egyiptomi színésszel. 2006-tól együtt éltek a férfi haláláig, 2015-ig. Hosszú és bonyolult kapcsolatukról Ferréol írt önéletrajzi jellegű könyvében, a 2016-ban megjelent „La Passion dans les yeux”-ben is.

## Főbb filmszerepei
- 2018-2021: Alexandra Ehle, tévésorozat; Laurette Doisneau
- 2019–2020: Une belle histoire, tévésorozat; Madame Merlin
- 2017: L′échange des princesses; Palatine hercegnő
- 2017: Les saisons meurtrières; tévé-minisorozat; Albina Destouches
- 2017: Doktor Knock (Knock); Madame Rémy
- 2016: Gyilkosságok Franciaországban, tévésorozat, „Gyilkosságok Aix-en_Provence-ban” c. epizód; Eléonore Dorval
- 2011–2012: Week-end chez les Toquées, tévésorozat; Rose
- 2009–2011: Sültbolondok (Les toqués), tévésorozat; Rose
- 2010: Nincs kettő séf nélkül (I delitti del cuoco); tévésorozat; Gertrude Heine
- 2010: Két csirkefogó… meg egy fél (Due imbroglioni e mezzo), tévé-minisorozat; Georgine Bonaly
- 2008: Einstein, tévéfilm; Pauline Kock
- 2008: Dirty money, l’infiltré; Emeline Girard
- 2008: Barátnők jóban-rosszban (Mogli a pezzi), tévésorozat; Clotilde Durini
- 2008: Francia új világ (Le nouveau monde); Gina
- 2005-2006: Újrakezdők (Ricomincio da me), tévé-minisorozat; Azzurra Molinari
- 2005: La femme coquelicot, tévésorozat; Madame Groslier
- 2005: Csendes botrány (Carla Rubens), tévésorozat; Ingrid Férol
- 2004: Menyasszonyok (Nyfes); Emine
- 2001: Bulizóna (La boîte); Monique
- 2001: Le bal des pantins; Blanche
- 2000: Lourdes: Szent Bernadett legendája (Lourdes), tévéfilm; apáca-főnökasszony
- 1999: Szerelem az Alpokban (Premier de cordée), tévésorozat; Marie Servettaz
- 1999: Asterix és Obelix (Astérix et Obélix); Bonemine hangja
- 1997–1998: L’histoire du samedi, tévésorozat; Simone / Jeanne
- 1997: Les couleurs du diable; Sherri
- 1996: Megőrülök Iris Blondért (Sono pazzo di Iris Blond); Marguerite
- 1995: Sandra hercegnő (Sandra princesse rebelle), tévé-minisorozat; Jacqueline Duplessis
- 1995: 101 éjszaka (Les cent et une nuits de Simon Cinéma); felháborodott nő
- 1995: Zwei alte Hasen, tévésorozat; Chantal Duroc
- 1994: A császár új ruhája (Císarovy nové saty); hercegnő
- 1993: Maria des Eaux-Vives, tévé-minisorozat; Yvonne
- 1993: Maigret, tévésorozat, „Maigret és a padon üldögélő ember” c. epizód; Mariette
- 1993: A horizont peremén (O Fio do Horizonte); Francesca
- 1992: Igaz történet férfiakról és nőkről (Die wahre Geschichte von Männern und Frauen); Karla
- 1991: Gorilla (Le gorille); tévésorozat; Diane Lapalud
- 1990: HamuCipőke (If the Shoe Fits), tévéfilm; Wanda
- 1990: Le cri du lézard; Clo
- 1990: A hírnév szárnyán (Wings of Fame); Theresa
- 1990: Az operaház fantomja (The Phantom of the Opera), tévé-minisorozat; Carlotta
- 1990: Il maestro; Dolores
- 1989: Juliette en toutes lettres, tévésorozat; Madame Pujols
- 1989: velencei karnevál (Rouge Venise/Rosso Veneziano); Hortense hercegnő
- 1989: A hóbortos nagybácsi (Lo zio indegno); Teresa
- 1989: V comme vengeance, tévésorozat; Joséphine
- 1989: Street of No Return; Rhoda
- 1989: Assisi Szent Ferenc (Francesco); Francescoe anyja
- 1988: Egy csipetnyi élet (Una botta di vita); Germaine
- 1988: A bubifrizurás (La garçonne), tévéfilm; Claire Dumas
- 1986: Douce France; Marthe Maurin
- 1985: Nőstényfarkasok (Les louves); Julia
- 1985: Sogni e bisogni, tévé-minisorozat; Fedora Tagliaferri
- 1985: Z és két nulla (A Zed & Two Noughts); Alba Bewick
- 1985: Mattia Pascal két élete (Le due vite di Mattia Pascal); Silvia Caporale
- 1984: A szív (Cuore), tévé-minisorozat; Andréa
- 1984: Az iker (Le jumeau); Evie
- 1984: A vadnyugati bíró (Le juge); Regine Sauvat
- 1984: Mire megyek az apámmal? (Aldo et Junior); Fernande
- 1982–1983: Merci Bernard, tévésorozat; Solange Picoud
- 1983: A kíméletlen (Le battant); Sylviane Chabry
- 1983: A kockázat ára (Le prix du danger); Élisabeth Worms
- 1982: La ragazza di Trieste; Stefanutti
- 1982: A postakocsi (La nuit de Varennes); Madame Adélaïde Gagnon
- 1981: Feketézők (Au bon beurre); tévésorozat; Juliette Poissonnard
- 1981: Három fivér (Tre fratelli); Raffaele felesége
- 1980: Az utolsó metró (Le dernier métro); Arlette Guillaume
- 1980: L’empreinte des géants; Germaine Hansen
- 1980: A karmester (Dyrygent); névtelen szereplő
- 1979: Martin Eden, tévé-minisorozat; Maria
- 1979: Milo-Milo; Aphrodité
- 1979: Bádogdob (Die Blechtrommel); Lina Greff
- 1979: Utazás Anitával (Viaggio con Anita); Noemi
- 1978: Utazás a fénybe (Despair); Lydia
- 1978: L’amant de poche; Suzanne Chaput
- 1977: A faljáró (Le passe-muraille), tévéfilm; hölgy
- 1976: Mondd, hogy mindent megteszel értem (Dimmi che fai tutto per me); Miriam Spinacroce
- 1976: Goldflocken; Andréa / Marie
- 1976: A zsoldoskatona (Il soldato di ventura); Leonora
- 1975: I baroni; Mariantonia
- 1975: A javíthatatlan (L’incorrigible); Tatiana Negulesco
- 1975: Vergine, e di nome Maria; Maddalena
- 1975: Les galettes de Pont-Aven; portrévásárló
- 1975: Sérieux comme le plaisir; fehérruhás hölgy
- 1974: Il piatto piange; Cantante Lirica
- 1974: Donna è bello; Ottavia / szobalány
- 1974: Birodalomépítők (Les bâtisseurs d’empire); tévéfilm Boris Vian színművéből; Cruche
- 1974: Le trio infernal; Noemie
- 1973: A nagy zabálás (La grande bouffe); Andrea
- 1973: A Sakál napja (The Day of the Jackal); szállodai alkalmazott
- 1973: Az ördög fehér kesztyüje (Les gants blancs du diable); névtelen szereplő
- 1973: Szalad, szalad a külváros (Elle court, elle court la banlieue); női páciens
- 1972: A bajhozó (La scoumoune); dühös prostituált
- 1972: L′argent par les fenêtres, tévéfilm; fűszerboltos nő
- 1971: Maigret felügyelő nyomoz, tévésorozat, „Maigret az esküdtszéken” c. epizód; Madame Ernie

## Elismerései, díjai

### Jelölései
- 1976: a legjobb női mellékszereplőnek járó César-díjra, a Les Galettes de Pont-Aven-ben játszott szerepéért,
- 1981: a legjobb női mellékszereplőnek járó César-díjra Az utolsó metró-ban játszott szerepéért,
- 1997: a legjobb női mellékszereplőnek járó David di Donatello-díjra, a Megőrülök Iris Blondért c. filmben nyújtott alakításáért.

### Kitüntetései
- Ordre des Arts et des Lettres (a Francia Kulturális Minisztérium művészeti és irodalmi érdemrendje)
- 1989: tiszti fokozat.[16]
- 2019. március 12: parancsnoki fokozat.[17]

A Francia Köztársaság Nemzeti Érdemrendje
- 1999. november 15: lovagi fokozat,[18] 28 évnyi művészi munkásságáért.
- 2009. május 15: tiszti fokozat.[19]

A francia Becsületrend
- 2002. december 31: lovagi fokozat,[20] 31 évnyi színművészi munkásságáért.
- 2013. július 12: tiszti fokozat.[21]

## Műve
- Andréa Ferréol. La Passion dans les yeux (francia nyelven). Éditions de l’Archipel (2016). ISBN 978-2809818499. Hozzáférés ideje: 2022. március 24.